# شاپرک دانه‌خوار
شاپرک دانه‌خوار (نام علمی: Cydia) نام یک سرده از تیره برگ‌پیچان است.